# Општина Варчорог (Бихор)
Варчорог (рум. Vârciorog) општина је у Румунији у округу Бихор.
Oпштина се налази на надморској висини од 379 m.